# Ganzband

Ganzband aus Kalbsleder, geheftet auf echte Bünde, mit Handvergoldung und Blinddruck

Der Begriff Ganzband bezeichnet in der Buchbinderei einen Einband, der vollständig, das heißt sowohl der Buchrücken als auch die Buchdeckel, mit demselben Überzugsmaterial bezogen ist. Dabei muss der Bezug aber nicht zwingend aus einem Stück bestehen.
Das Gegenstück zum Ganzband stellt der Halbband dar, bei dem lediglich der Buchrücken und gegebenenfalls noch die Ecken oder die Vorderkanten der Buchdeckel mit einem strapazierfähigen Material, die Deckel selbst jedoch nur mit Papier oder dünnem Stoff bezogen sind.
Die am meisten verbreiteten Formen des Ganzbandes sind Ganzleder-, -gewebe- und -pergamentbände, wobei Leder und Pergament als die kostbareren Materialien häufig zusätzlich reich verziert sind. Der Franzband als Sonderfall des Lederbandes kann ebenfalls als Ganzband gearbeitet sein, aber auch Leinen ist als Bezugsstoff möglich. Die heute übliche Form ist der Ganzgewebeband, der aufgrund geringeren Arbeitsaufwandes, trotz höherer Materialkosten, mittlerweile günstiger ist als der entsprechende Halbband.
Gebräuchliche Abkürzungen (auch im Verzeichnis der Deutschen Nationalbibliothek) sind:
Ldrbd = Leder(ein)band
Pergbd = Pergament(ein)band
Lwbd = Leinwand(ein)band